# Masatoshi Ishida (Fußballspieler)
Masatoshi Ishida (japanisch 石田 雅俊 Ishida Masatoshi; * 4. Mai 1995 in Narashino, Präfektur Chiba) ist ein japanischer Fußballspieler.

## Karriere
Ishida erlernte das Fußballspielen in der Schulmannschaft der Funabashi High School. Seinen ersten Vertrag unterschrieb er 2014 beim Kyoto Sanga FC. Der Verein spielte in der zweithöchsten Liga des Landes, der J2 League. Er absolvierte für Kyoto Sanga FC 19 Ligaspiele. Im Juli 2016 wechselte er zum Drittligisten SC Sagamihara, für welchen er acht Ligaspiele absolvierte. 2017 wechselte er zum Zweitligisten Thespakusatsu Gunma. Für den Verein absolvierte er 26 Ligaspiele. 2018 wechselte er zum Drittligisten Azul Claro Numazu, für den er 13-mal in der Liga auflief. Danach spielte er in Südkorea bei Ansan Greeners und dem Suwon FC.